# Stibadium olvello
Stibadium olvello är en fjärilsart som beskrevs av Barnes 1907. Stibadium olvello ingår i släktet Stibadium och familjen nattflyn. Inga underarter finns listade i Catalogue of Life.